# آب‌انبار همت‌آباد (مه‌ولات)
آب‌انبار همت‌آباد؛ نام آب‌انباری تاریخی مربوط به دورهٔ پهلوی اول است و در شهرستان مه‌ولات، ۵۰۰ متری جنوب روستای همت‌آباد واقع شده و این اثر در تاریخ ۲۴ اسفند ۱۳۸۴ با شمارهٔ ثبت ۱۵۲۴۳ به‌عنوان یکی از آثار ملی ایران به ثبت رسیده است.